# Сёйвинское сельское поселение
Сёйвинское сельское поселение — упразднённое муниципальное образование в Гайнском районе Пермского края России.
Административный центр — посёлок Сёйва.

## История
Образовано в 2004 году. Упразднено в 2019 году в связи с преобразованием муниципального района в единый муниципальный округ.

## Население
| 2010 | 2012 | 2013 | 2014 | 2015 | 2016 | 2017 | 2018 | 2019 |
| ---- | ---- | ---- | ---- | ---- | ---- | ---- | ---- | ---- |
| 939  | ↘887 | ↘847 | ↘808 | ↘792 | ↘768 | ↘758 | ↘737 | ↗742 |

По данным Всероссийской переписи населения 2010 года в Сёйвинском сельском поселении проживало 939 человек.

## Населённые пункты
В состав поселения входили 4 населённых пункта:
| № | Населённый пункт | Тип     | Население |
| - | ---------------- | ------- | --------- |
| 1 | Монастырь        | деревня | 3         |
| 2 | Пугвин Мыс       | посёлок | 64        |
| 3 | Сёйва            | посёлок | 677       |
| 4 | Чуртан           | посёлок | ↘120      |

### Упразднённые населённые пункты
В 2008 году упразднена как фактически прекратившая существование деревня Плесо.